# 세르히오 페레스
세르히오 페레스 멘도사(Sergio Pérez Mendoza, 스페인어: [ˈseɾxjo ˈpeɾes] ( 듣기) ; 1990년 1월 26일 ~)는 멕시코의 포뮬러 원 드라이버이다. 최근까지 레드불 레이싱 소속이었으며, 별명은 "체코(Checo)"이다. 자우버 소속으로 출전한 2012년 말레이시아 그랑프리에서 처음 시상대(포디움)에 올랐으며, 2020년 12월 6일 사키르 그랑프리에서 생애 첫 그랑프리 우승을 차지했다.

## 초기 경력
멕시코 할리스코주 과달라하라의 로마 카톨릭가정에서 막내로 태어났으며, 형 안토니오 페리스(Antonio Pérez) 역시 스톡카 레이싱의 하나인 나스카 멕시코 시리즈에서 2015년까지 활동한 드라이버 출신이다.

### 카트
페레스는 6살 때인 1996년에 카트 경주에 참가하기 시작했다. 첫해에 연말 주니어 부문에서 4승을 거두며 최종 챔피언십 2위를 차지했다. 1997년는 카트 유스 클래스에 참가하여 카테고리에서 가장 어린 드라이버로 우승, 포디움에 5번 오르고 챔피언십에서 4위를 차지했다.
1999년에는 연맹으로부터 특별 허가를 받아 최연소로 참가한 80cc 시프터 부문에서 3승을 하고 챔피언십에서 3위를 차지했다. 2000년에도 시프터 80cc(Shifter 80cc) 챔피언십에 출전했으며 텔멕스 챌린지(Telmex Challenge)의 일부인 시프터 125cc 부문의 3개 레이스에도 참가했다. 2001년에는 시프터 125cc 지역 부문(Shifter 125cc Regional)에서 또 다른 챔피언십에 참가했으며 해당 부문에서 경쟁한 최연소 드라이버였다. 이러한 성과로 에스쿠데리아 텔멕스(Escuderia Telmex) 스카우트의 주목을 받게 된다. 2003년에는 이지 카트 125 슛아웃(Easy Kart 125 Shootout)에 초대되어 전 세계의 드라이버들과 경쟁한 끝에 1위를 차지했는데, 역시 해당 부문에서 최연소 출전자였다. 또한 2004년에는 미국에서 스킵 바버 챔피언십(Skip Barber National Championship)에 참가하여 텔멕스 소속으로 11위를 차지했다.

### 포뮬러 BMW에서 GP2까지
2005년에는 독일의 포뮬러 BMW ADAC 시리즈에 참가하기 위해 유럽으로 이주했는데, 처음에는 팀의 매니저가 소유한 식당에서 4개월을 머물며 지냈다. 로즈베르크(Team Rosberg) 소속으로 첫 해에는 챔피언십에서 14위를 차지했으며, 이듬해 6위로 향상되었다.
A1 그랑프리 2006–07 시즌에 A1 팀 멕시코 챔피언십의 단일 라운드에 참가했는데, 시즌에 참여한 세 번째로 어린 드라이버였다. 또한 2007년부터 브리티시 포뮬러 3 챔피언십(British Formula 3 Championship)에 참가하기 시작했으며 2008년 시즌에는 최종 4위로 마감했다. 2008년부터는 캄포스 레이싱(Campos Racing) 소속으로 GP2 아시아 시리즈에 출전하여 몇차례 우승을 하였고, 2010년까지 아르덴 인터네셔널(Arden International) 및 아닥스(Addax Team) 소속으로 GP2 및 GP2 아시아에 참가했다.

## 포뮬러 원

### 자우버 (2011 ~ 2012)

#### 2011 시즌

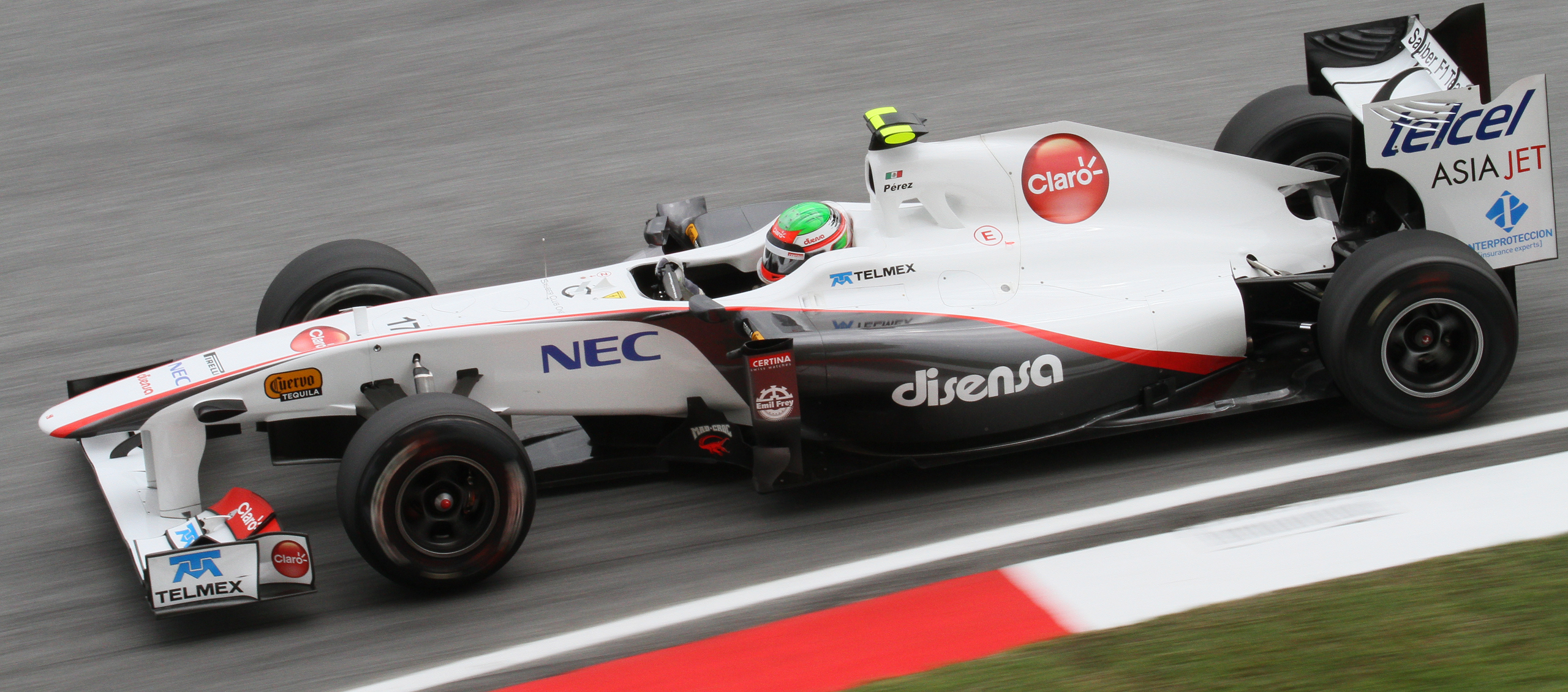
2011 말레이시아 그랑프리에서 자우버 소속으로 출전한 페레스

2010년 10월 4일에 자우버는 세르히오 페레스가 닉 하이드펠트(Nick Heidfeld)를 대신하여 팀에 합류 할 것이라고 발표했다. 그리하여 페레스는 포뮬러 원(F1)에 출전한 다섯 번째 멕시코 인이되었다. 2011년 포뮬러 원 시즌이 시작되고 데뷔를 한 호주 그랑프리에서는 7위를 차지했는데, 단 한 번의 피트인 타이어 교체로 레이스를 마쳐 관객들에게 깊은 인상을 남겼다. 그러나 당시 두 자우버 자동차는 기술 규정 위반으로 모두 실격되었다. 몇 차례의 고전 끝에 스페인 그랑프리에서 마침내 9위를 차지하여 생애 첫 번째 포뮬러 원 포인트를 획득하게 된다.
그러나 모나코 그랑프리 퀼리파잉에서 터널을 빠져나오던 중 장벽에 충돌한 후 허벅지 염좌와 뇌진탕 진단을 받아 본선 경주에 참가하지 않았다. 이후 캐나다 그랑프리의 퀼리파잉에서도 기권을 하여 페드로 데 라 로사(Pedro de la Rosa)가 대체 드라이버로 출전했다. 다시 유로피안 그링프리에서 복귀한 이후 영국 그랑프리에서 7위를 차지했으며, 코리아 그랑프리에서는 16위, 인도에서는 10위 등을 차지한 끝에 최종 드라이버 챔피언십에서 14점을 기록하며 16위로 데뷔 시즌을 마감했다.

#### 2012 시즌

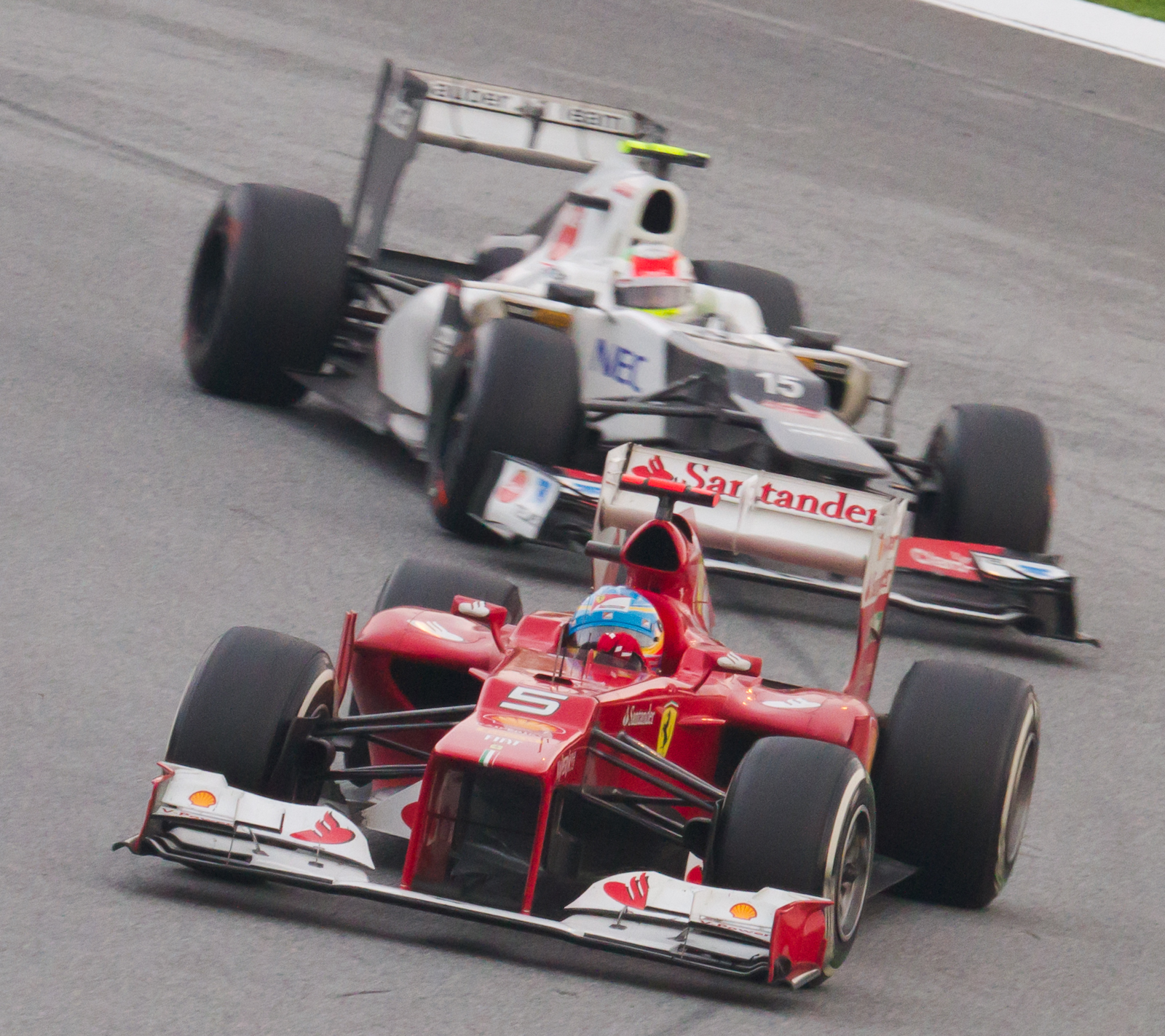
페레스가 2012년 말레이시아 그랑프리에서 알론소의 뒤를 쫓고 있다.

2012년 포뮬러 원 시즌에도 자우버 소속으로 남았으며, 호주 그랑프리에서 8위를 차지하며 시즌을 시작했다. 이어서 열린 말레이시아 그랑프리에서 페르난도 알론소와 경쟁한 끝에 2위를 차지하여 생애 첫 F1 시상대를 밟았다. 중국 그랑프리 퀼리파잉에서는 커리어 베스트인 8위로 출발했지만 본 경주에서는 피트인 전략 실수와 클러치 문제로 11위에 그쳤다. 그러나 캐나다 그랑프리에서는 15위 그리드에서 출발하여 3위로 레이스를 마치는 기염을 토했다.
이탈리아 그랑프리에서는 3번째 퀄리파잉 진입에 실패하여 12번 그리드로 출발했으나, 본 경주에서 다른 드라이버와 달리 하드 타이어로 레이스를 시작하여 키미 래이쾨넨, 니코 로스베르크, 펠리피 마사, 페르난도 알론소를 모조리 추월하며 맥라렌의 루이스 해밀턴에 이어 2위로 레이스를 마쳤다. 최종적으로는 드라이버 챔피언십에서 팀 동료 고바야시보다 6점 더 많은 66점으로 10위를 차지했다.

### 맥라렌 (2013)

#### 2013 시즌
2012년 9월 28일에 맥라렌의 루이스 해밀턴은 메르세데스로의 이적을 발표했으며, 동시에 페레스가 해밀턴을 대체하여 맥라렌으로 이적하게 된다. 호주에서 열린 시즌 첫 레이스에서는 11위를 차지했으며, 이어 열린 말레이시아에서는 가장 빠른 랩타임을 기록하며 9위를 차지했다. 바레인 그랑프리에서는 12번째로 출발했으나 페라리의 페르난도 알론소 (8위)와 팀 동료 젠슨 버튼 (10위)을 앞지르며 6위로 레이스를 마쳤다.
페레스는 2013년 11월 13일에 자신이 케빈 마그누센(Kevin Magnussen)으로 교체될 것이며, 시즌이 끝난 후에 맥라렌을 탈퇴할 것이라고 말했다. 그리고 12월 12일에 포스 인디아는 페레스가 니코 휠켄베르크와 함께 1,500만 유로의 계약으로 팀에 합류 할 것이라고 확인했다.

### 포스 인디아 (2014 ~ 2018)

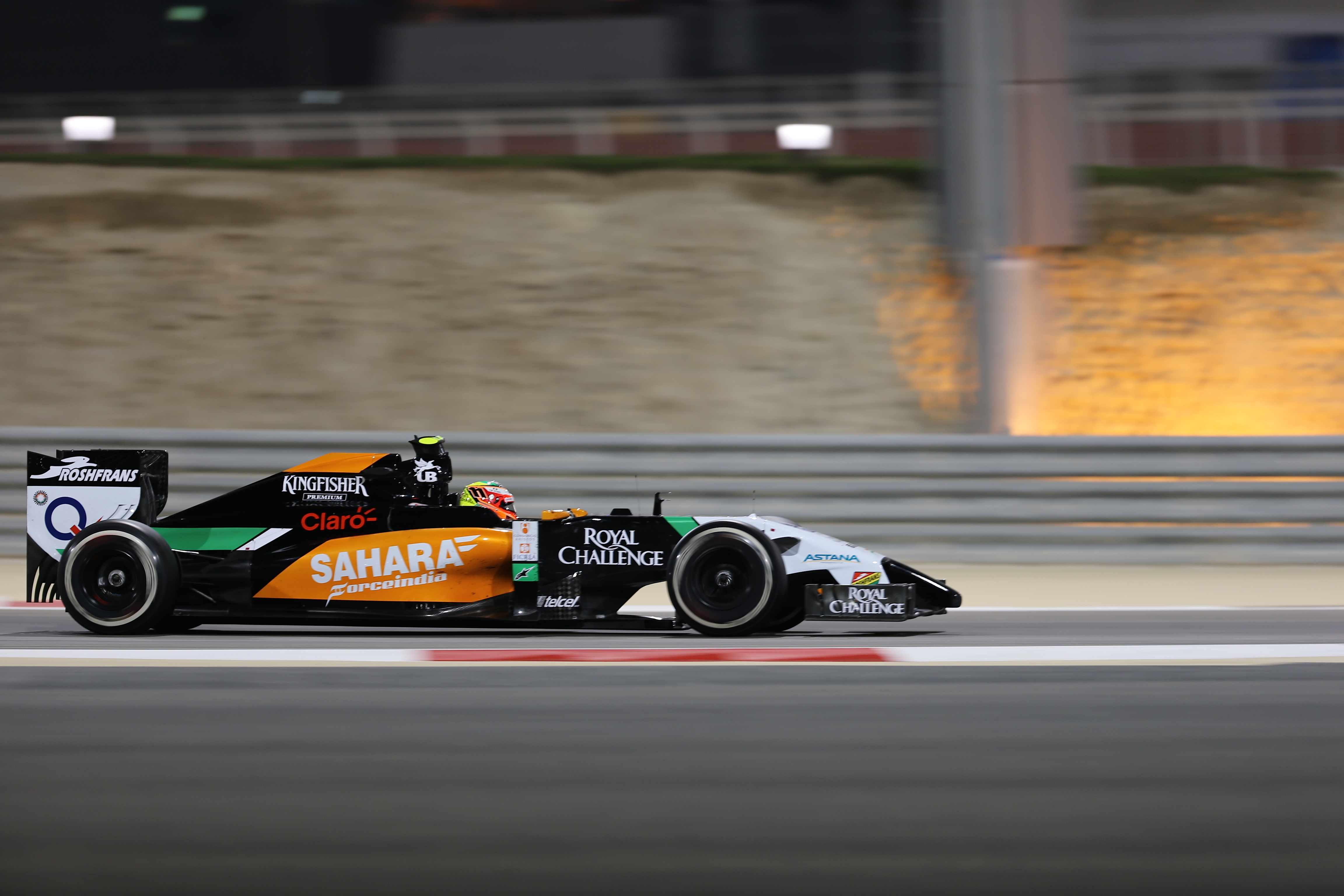
2014년 바레인 그랑프리에서 2012 시즌 이후 첫 번째 포디움 피니시를 기록하며 레이스에서 3 위를 차지했다.

#### 2014년
시즌 출발인 호주 그랑프리에서는 11위로 경주를 마쳤으나 레드불 레이싱의 다니엘 리카르도(Daniel Ricciardo)가 연료 제한으로 실격이 되자 10위로 기록되었다. 바레인 그랑프리에서는 3위를 차지하며 2009년 이후 포스 인디아의 첫 번째 시상대를 기록했다.

#### 2015년
2015년 시즌은 호주에서 10위를 차지하는 것으로 시작하여 바레인에서 8위, 벨기에에서 5위, 이탈리아에서 6위를 차지했다. 2015년 러시아 그랑프리에서는 시즌 최고인 3위를 차지하며 시상대에 섰다. 최종적으로는 챔피언십 포인트 78점을 달성, 9위로 시즌을 마감했다.

#### 2016년
2016년 시즌에서는 시즌 4전인 러시아에서 9위를 기록한 것을 시작으로 모나코에서 3위를 차지하며 시상대에 섰다. 이후 바쿠(유로피안 그랑프리)에서도 3위를 차지, 최종 드라이버 챔피언십 점수 101점을 달성하며 9위로 시즌을 마감했다.

#### 2017년
2017년 시즌에는 새로운 팀 동료 에스테반 오콘(Esteban Ocon)과 함께 4시즌 연속으로 포스 인디아에 남게 되었다. 이후 캐나다 그랑프리에서 5위를 차지하는 등 분전했으나 페레스는 2017년 포뮬러 원 시즌 전체를 통틀어 시상대에는 오르지 못했다. 그러나 최종 점수 100점을 달성, 비교적 높은 7위로 시즌을 마감했다.

#### 2018년

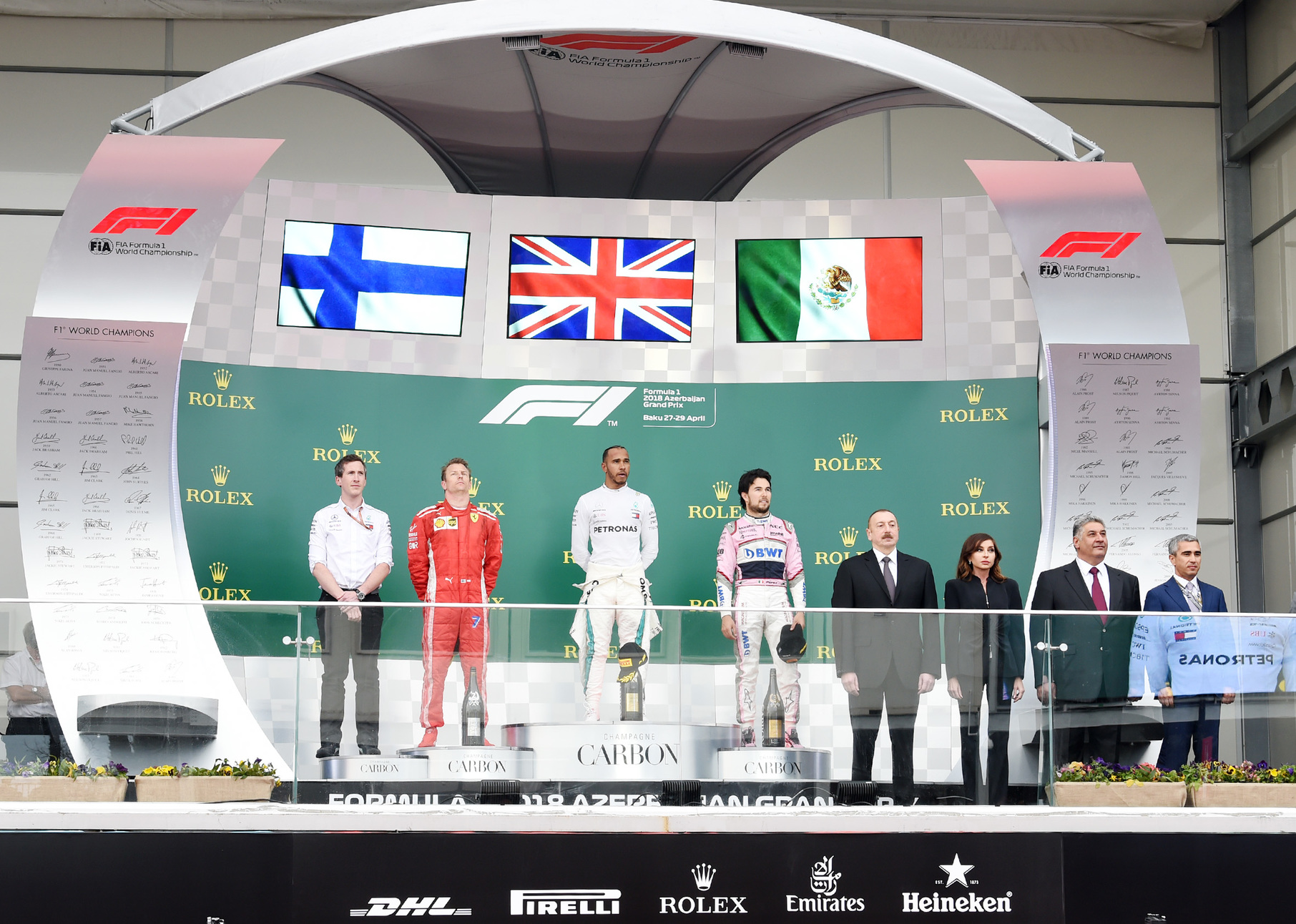
2018년 아제르바이잔 그랑프리 시상식 : 루이스 해밀턴, 키미 래이쾨넨과 세르히오 페레스

시즌 초반 포인트 획득에 실패하던 페레스는 아제르바이잔 그랑프리에서 통산 8번째 포디움 결승점을 달성했다. 또한 스페인 그랑프리에서 9위, 오스트리아 및 독일 그랑프리에서 각각 7위를 차지했다. 그러나 재정난을 겪던 포스 인디아는 헝가리 그랑프리 이후 관리 상태에 들어갔다. 이는 페레스를 포함한 채권단이 팀에 대해 법적 조치를 취했기 때문에 발생했다. 페레스는 이 조치가 다른 채권자들에 의해 시작될 청산 명령으로부터 팀과 직원들을 구하기 위함이라고 설명했다. 팀은 레이싱 포인트 포스 인디아(Racing Point Force India)라는 이름으로 계속해서 챔피언십에 참가했으며, 페레스와 오콘은 벨기에 그랑프리에서 각각 5위와 6위를 차지했다.
2018년 싱가포르 그랑프리의 첫 번째 랩에서는 팀 동료 오콘과 충돌하며 탈락하였으며, 멕시코 그랑프리에서는 브레이크 고장으로 경주를 중도 포기했다. 최종적으로는 62점이라는 준수한 성적으로 8위로 시즌을 마쳤으며, 2018년 시즌을 통틀어 메르세데스 GP, 페라리, 레드불 레이싱 소속이 아닌 드라이버로써는 유일하게 시상대에 올랐다.

### 레이싱 포인트 (2019 ~ 2020)

#### 2019년
2019 시즌에 팀은 이름을 레이싱 포인트로 변경했으며, 페레스의 동료로 랜스 스트롤(Lance Stroll)이 팀에 합류했다. 이해에 팀은 포스 인디아 시절 부터의 재정 문제 및 부채 해결을 위해 자동차의 업데이트에 많은 재정을 할애할 수 없었으며, 페레스와 스트롤은 대부분의 그랑프리에서 낮은 그리드에서 출발해야 했다. 그러나 페레스는 여름 휴식기 이후 벨기에 그랑프리에서 6위를 달성하는 등 모든 레이스에서 점수를 획득, 최종적으로는 52점을 달성하여 10위로 시즌을 마감하였다.

#### 2020년

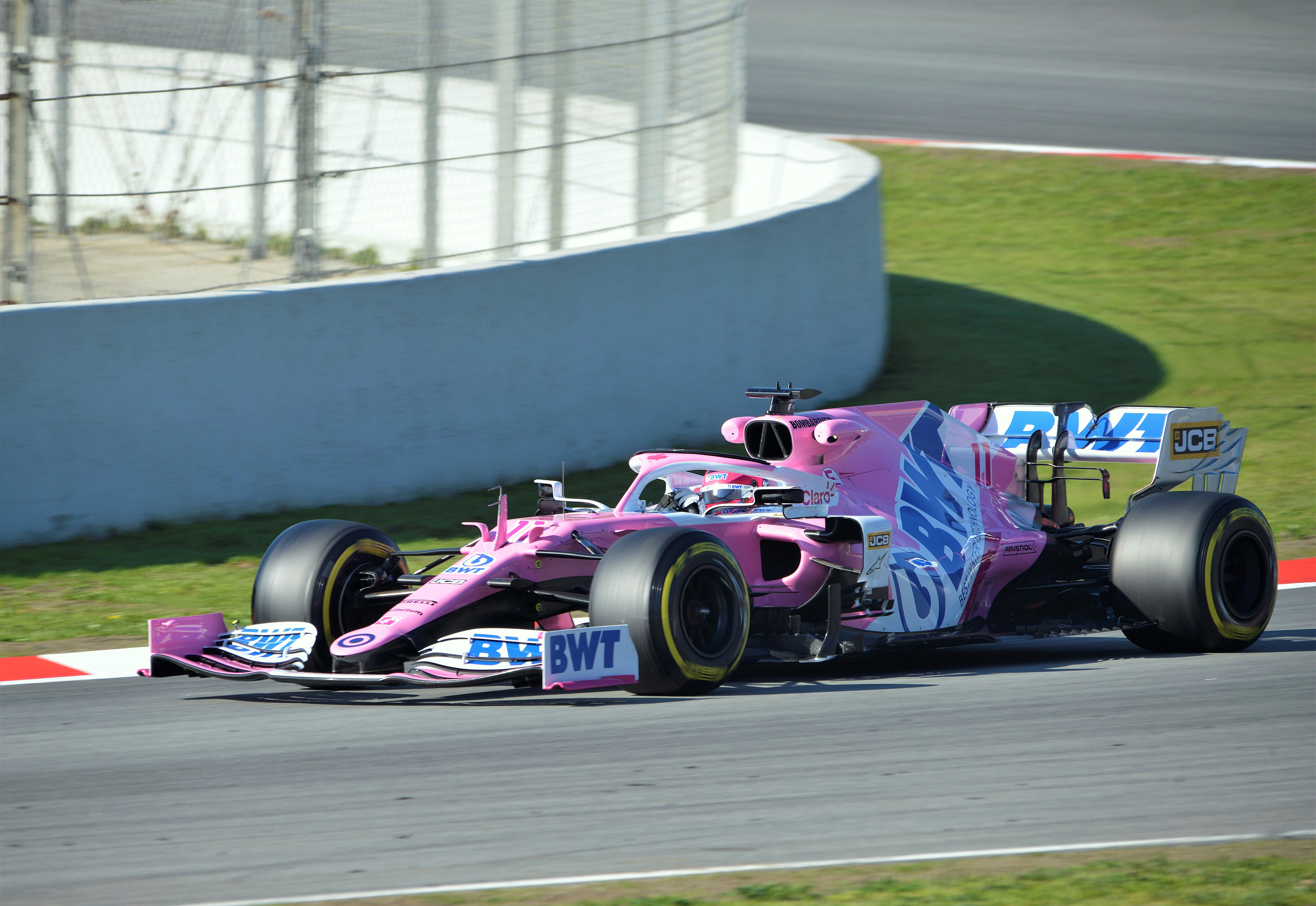
2020년 프리 시즌 테스트 기간 동안 바르셀로나에서 주행하는 페레스

페레스는 레이싱 포인트와의 계약을 2022년 말까지 연장했다. 영국 그랑프리 3일 전에는 COVID-19에 양성을 보여 경주에 참가할 수 없었다. 팀은 일시적으로 니코 휠켄베르크를 대체 드라이버로 내보냈다. 이후 스페인 그랑프리에서 복귀하여 5위로 마쳤다. 2020년 9월에는 2020 시즌 이후 레이싱 포인트를 떠날 것이라고 발표했다. 레이싱 포인트는 2021 시즌에 스톤 마틴(Aston Martin)으로 변경되며, 페레스의 자리에는 제바스티안 페텔이 오는 것으로 확정되었다. 페레스가 레이싱 포인트를 떠난다는 발표가 난 직후 더 레이스(The Race)는 "2021년의 F1 그리드에서 페레스를 볼 수 없는 것은 비극이다"라는 기사를 냈다.
2020년 터키 그랑프리에서는 페라리의 제바스티안 페텔을 제치고 메르세데스의 루이스 해밀턴에 이어 2위를 차지, 9번째 F1 시상대에 올랐다. 이 경기 직후에 전 F1 드라이버이자 스카이 스포츠 F1 해설자인 마틴 브런들(Martin Brundle)은 2021 시즌 레드불 레이싱의 막스 페르스타펀 동료로 내정된 알렉산더 알본(Alexander Albon) 대신 페레스가 그 자리로 가야한다고 주장했다.
그리고 2020년 사키르 그랑프리에서는 F1 데뷔 이후 190전 만에 우승을 차지하여 생애 최초로 시상대의 맨 위에 섰다. 이것은 마크 웨버가 2009년 독일 그랑프리에서 달성한 첫 그랑프리 우승까지 걸린 최장 출전 횟수 기록 130번을 갱신한 것이기도 하다. 팀 동료 랜스 스트롤 또한 3위를 차지하여 레이싱 포인트가 시상대의 두 자리를 가져갔다. 이것은 1970년 벨기에 그랑프리에서 페드로 로드리게즈(Pedro Rodríguez)가 우승한 이후 최초의 멕시코 드라이버의 우승이었으며, 레이싱 포인트가 조던 그랑프리(Jordan Grand Prix, 1991~2005)이던 시절에 지안카를로 피셀라(Giancarlo Fisichella)가 2003년 브라질 그랑프리에서 우승한 이후 17년만에 팀에 안긴 우승컵이었다.